# Paul Vlaanderen en het Lawrence-mysterie
Paul Vlaanderen en het Lawrence-mysterie is een hoorspelserie naar Paul Temple and the Lawrence Affair (1956) van Francis Durbridge. Voor de vertaling zorgde Johan Bennik (= Jan van Ees) en de muziek was van Koos van der Griend. Alleen het zevende deel is bewaard. De AVRO had het uit willen zenden op zondag 4 november 1956, maar als gevolg van de dramatische gebeurtenissen die dag in Hongarije werd het pas enkele dagen later uitgezonden. De spelleiding was in handen van  Kommer Kleijn.

## Delen
- Deel 7: Een nieuwe verdachte (duur: 40 minuten)

## rolbezetting
- Jan van Ees (Paul Vlaanderen)
- Eva Janssen (Ina)
- Louis de Bree (Sir Graham Forbes)
- Bert Dijkstra (Brian Dexter)
- Sacco van der Made (Stan Walters)
- Paul van der Lek (Art Main)
- Rien van Noppen (Ernest de Silva)
- Enny Mols-de Leeuwe (Julie de Silva)
- Rob Geraerds (inspecteur Ivor)
- Daan van Ollefen (Tom Chapstow)

## Inhoud
Terwijl de Vlaanderens in het vissersdorpje Downburgh verblijven, krijgt Ina het onaangename gevoel dat ze bij Fisherman's Point in de gaten wordt gehouden door een man. Een prettig boottochtje wordt een nachtmerrie als hun vaartuig onder vuur wordt genomen - en de bootsman zelf wordt later verdronken aangetroffen in de zee. Als ze terug zijn in London, vernemen ze dat de dochter van het hoofd van C15 verdwenen is en Sir Graham contacteert Paul hiervoor. Zou er een verband bestaan tussen deze gebeurtenis en die in Downburgh? Terwijl ze dit proberen te achterhalen, komen Paul en Ina weer in gevaar…